# Cléry-en-Vexin
Cléry-en-Vexin – miejscowość i gmina we Francji, w regionie Île-de-France, w departamencie Dolina Oise.
Według danych na rok 1990 gminę zamieszkiwało 356 osób, a gęstość zaludnienia wynosiła 70 osób/km² (wśród 1287 gmin regionu Île-de-France Cléry-en-Vexin plasuje się na 890. miejscu pod względem liczby ludności, natomiast pod względem powierzchni na miejscu 670.).